# Genius (elektronika)
Genius je značka elektronické společnosti KYE Systems Corp. založené v roce 1983, se sídlem na Tchaj-wanu a s pobočkami ve Spojených státech, Velké Británii, Německu, Hongkongu a Číně. Vyrábí počítačové zařízení jako jsou klávesnice, myši, grafické tablety a herní ovladače.